# Créhange
Créhange (in mosellano Krischingen, in tedesco Kriechingen) è un comune francese di 4 043 abitanti situato nel dipartimento della Mosella nella regione del Grand Est.
Dal 1617 al 1793 fu sede della Contea di Kriechingen.

## Società

### Evoluzione demografica
Abitanti censiti